# Cucurucho en Guatemala
El Cucurucho o Devota Cargadora es una persona que participa en procesiones de Nazarenos, Sepultados, Dolorosas o Resucitados que se organizan en la Cuaresma y Semana Santa en Guatemala.

## Significado
El Significado de Cucurucho en Guatemala tiene diversidad de conceptos, que enmarcan tradiciones, fervor y religiosidad como parte de las celebraciones del Ciclo B de la Iglesia Católica, como lo es la meditación de la pasión, muerte y resurrección de Jesucristo. El cucurucho es un guatemalteco, aunque ahora también hay extranjeros (principalmente de Costa Rica) de religión católica o no católica pero que ha sentido un llamado y gusto por participar de diversas actividades religiosas Externas a través de Procesiones. El Cucurucho es una forma de vida, como lo expresan en Prensa Libre
El Cucurucho es similar a los Pregoneros en España. El objetivo es el mismo: persona que camina penitentemente en los recorridos procesionales y que lleva en hombros las andas o andarías de la Imagen de Pasión de su Devoción. En Guatemala las andarías se llevan por Turnos, y se dividen por cuadras; durante el tiempo que se llevan las andas en los hombros, se mecen al compás de marchas fúnebres.
Anteriormente los cucuruchos se denominaban Penitentes y se colocaban un cono para taparse el rostro y así evitar ser identificado; esto sucedió en el tiempo del Presidente Carrera, pues existían atentados con su persona, por lo que las personas se tapaban la cara con éstos conos para evitar ser visto mientras acompañaban las procesiones.
Existen procesiones que van desde las 6.00 hasta las 18.00 horas por las calles, por ejemplo: la Procesión de Candelaria sale a las 6:30 hrs e ingresa a las 01:00 hrs del día siguiente; por lo que la penitencia del cucurucho es recorrerla ininterrumpidamente por lapsos de oración, ayuno, pausas de hidratación, entre otras cosas.

### Traje del Cucurucho
El traje del cucurucho se compone de túnica, capirote o casco en general, sin embargo también se le añade paletina, cinturón, banda o capirote; como en otros casos, una capa. El significado de ésta túnica es parte de la penitencia que la persona hace durante el recorrido procesional, por ello para la Cuaresma y parte de la Semana Santa es de color morado; alternando con negro que simboliza luto o blanco, que simboliza eucaristía. Para el Viernes Santo la túnica es rigurosamente negra, como conmemoración de la muerte de Cristo.
Para el cucurucho, la túnica es sagrada, pues con ella da ejemplo de penitencia para los espectadores que ven las procesiones como un ícono cultural de Guatemala. Actualmente la Cuaresma y Semana Santa ha sido declarada como Patrimonio Cultural Intangible de la Nación; por lo que ésta tradición es ícono singular de Guatemala, pues se celebra en todos sus rincones.